# Saint-Clément-de-Rivière
Saint-Clément-de-Rivière là một xã thuộc tỉnh Hérault trong vùng Occitanie phía nam nước Pháp.